# Johann Heiser
Johann Barbanas Heiser (* 22. November 1870 in Abertham, Österreich-Ungarn; † 2. Dezember 1933 in Saaz, Tschechoslowakei) war ein österreichischer Politiker und böhmischer Landtagsabgeordneter (Deutschradikale Partei) deutscher Nationalität.

## Leben und Werk
Er stammte aus dem böhmischen Teil des Erzgebirges, war der Sohn eines Volksschullehrers und schlug nach dem Besuch der Volksschule wie sein Vater eine Ausbildung zum Schullehrer ein, die er an der Lehrerbildungsanstalt in Komotau absolvierte. Als solcher arbeitete er danach in Puschwitz, Reitschowes und Tscheraditz. 1901 erhielt er schließlich eine Anstellung an der Knabenbürgerschule in Saaz. 1925 trat er in den Ruhestand.
In Saaz engagierte Heiser sich auch im öffentlichen und politischen Leben und stieg bis zum Stadtrat und stellvertretenden Bürgermeister auf. Er wurde Mitglied mehrerer deutscher Vereine, saß im Vorstand des Bundes der Deutschen in Böhmen und leitete dessen Bezirksorganisation in Saaz. Bei den Wahlen zum Böhmischen Landtag im Jahr 1901 trat er erfolgreich für die Deutschradikale Partei an und wurde als einer von 25 Vertretern seiner Partei in das Parlament gewählt. Aufgrund der gegenseitigen Behinderung von Tschechen und Deutschen kam es jedoch nicht zu einer Zusammenkunft des Landtages. 1908 wurde er als Kandidat der Deutschradikalen Partei zum Landtagsabgeordneten des Wahlbezirkes Saaz-Kaaden gewählt.
Nach dem Ersten Weltkrieg wurde er Mitglied der Deutschen Nationalpartei.
Nach ihm wurde in der Oberen Vorstadt von Saaz die Johann-Heiser-Straße benannt, die später nach Jiří Wolker umbenannt wurde.
Sein Sohn Johann Wolfgang Heiser (1903–1975) wurde ebenfalls Lehrer und übernahm eine führende Rolle in der deutschen Jugendbewegung.